# Pico Ismail Samani
El pico Ismail Samani es una montaña de la cordillera de Pamir, localizada en Tayikistán, con una altitud de 7495 metros. Es la mayor cumbre del país centroasiático, y era a su vez la montaña más alta de la antigua Unión Soviética. Es una montaña de dimensiones gigantescas que aparece rodeada por numerosos glaciares. Está localizada en la confluencia de los Montes de la Academia de Ciencias y la cordillera de Pedro Primero.

## Historia
Se le conoció bajo la denominación de Monte Garmo hasta 1933, y después se le llamó Pico Stalin, hasta que en 1966 tomó la denominación de Pico Comunismo, nombre que mantuvo hasta 1998. En 1990 este pico había sido visitado casi exclusivamente por montañistas soviéticos —a excepción de expediciones como la de Jesús de Jaime, fallecido en la cumbre en 1985—. Desde entonces se ha convertido en destino de numerosas expediciones de montañistas occidentales. Recientemente, en 1998, se le volvió a cambiar de nombre por el actual Ismail Samani.